# 西川恵三
西川 恵三（にしかわ けいぞう、1961年9月20日 - ）は九州朝日放送報道局報道部担当部長、元アナウンサー。

## 経歴
兵庫県神戸市出身、兵庫県立夢野台高等学校（1980年3月）、大阪市立大学（同時に生田教室）を卒業後、1984年KBCに入社。
アナウンサー、ラジオ営業部、アナウンス部長、東京支社を経て、現職。

## 担当番組

### 過去
テレビ
- KBCニュースピア（メインキャスター　1992.10～1997.3）
- 朝はポレポレ（メインキャスター・プロデューサー　1999.4～2001.3）
- スーパーベースボール（実況[3]）※2025年には、要員不足によりBS朝日向けのオープン戦中継でリポーターとして出演。
- KBCニュース（不定期）
- スーパーJチャンネル九州・沖縄（プロデューサー）

ラジオ
- 青春キャンパス[1]
- ライブインハカタ歌え!若者PART II[1]
- KBC朝日新聞ニュース（不定期）
- KBCホークスナイター（不定期でスタジオ専任）
- ホークスらぶチャンネル（不定期でスタジオ専任）